# 唐林 (汉朝)
唐林（?—?），字子高，沛郡人，西汉末年新朝人物。
唐林好学明经，是当时知名的名士。汉哀帝时，唐林任尚书仆射，因为他直言敢谏，多次上书谏诤，时人称他为人忠直，为司隶校尉孙宝辩白冤屈，被贬官为敦煌郡鱼泽障候。汉平帝时，唐林任尚书令。王莽取代西汉之后，唐林被任用为胥附。为胥附是太子师友四人之一，唐林与李充、赵襄、廉丹为四友。唐林的封爵为建德侯。